# Диселенид циркония
Диселенид циркония — бинарное неорганическое соединение
циркония и селена
с формулой ZrSe2,
кристаллы.

## Получение
- Пропускание паров селена над порошкообразным цирконием [1]:

{\displaystyle {\mathsf {Zr+2Se\ {\xrightarrow {600^{o}C}}\ ZrSe_{2}}}}

## Физические свойства
Диселенид циркония образует кристаллы
тригональной сингонии, пространственная группа P 3m1, параметры ячейки a = 0,380 нм, c = 0,619 нм, Z = 1,
структура типа дииодида кадмия CdI2
.